# MAGURA V5
MAGURA V5 (en inglés Maritime Autonomous Guard Unmanned Robotic Apparatus V-type, en español «Aparato robótico no tripulado de guardia autónoma marítima tipo V») es un barco no tripulado ucraniano de superficie multipropósito capaz de realizar diversas tareas: vigilancia, reconocimiento, patrullaje, búsqueda y rescate, contramedidas contra minas, seguridad marítima y misiones de combate.

## Desarrollo
En noviembre de 2022, el gobierno ucraniano anunció el desarrollo de un dron de superficie de combate ucraniano con un alcance de hasta 800 kilómetros (432 nmi). El barco se presentó por primera vez en la Feria Internacional de la Industria de Defensa (IDEF), que tuvo lugar del 25 al 28 de julio de 2023 en Estambul, Turquía. El 29 de julio de 2023, un informe de CNN confirmó que el barco kamikaze MAGURA V5 ya existe no sólo como modelo de exhibición, sino también como un sistema en pleno funcionamiento.

## Uso operacional

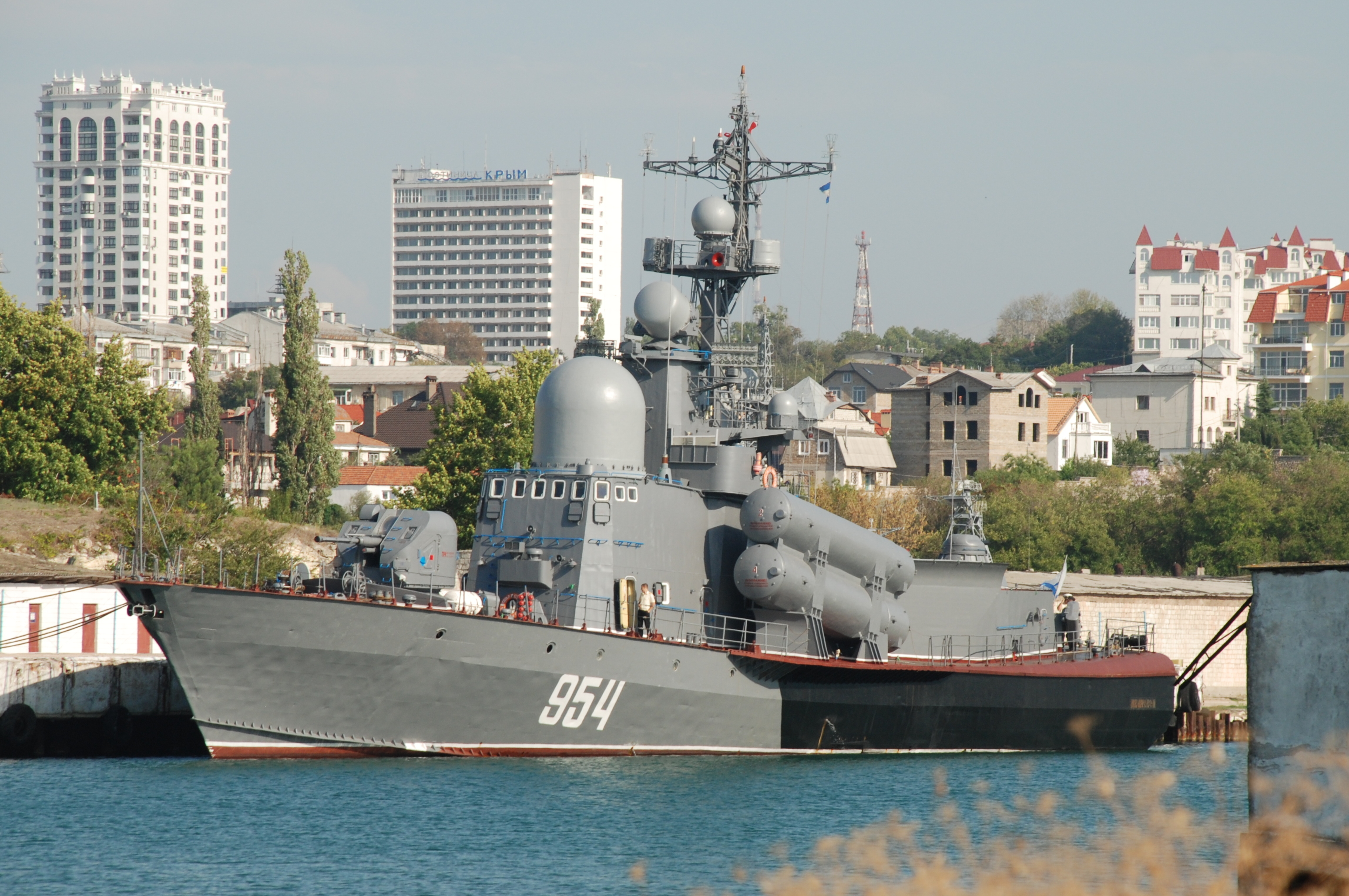
Buque ruso Ivanovets hundido por drones en 2024.

En noviembre de 2023, en el primer uso operativo documentado de los drones, dos lanchas de desembarco atracadas en una base de la Armada rusa en Chornomorske, en el oeste de Crimea, fueron destruidas.
A principios de 2024, Kyrylo Budánov indicó que varios MAGURA V5 eran responsables del hundimiento de la corbeta rusa de misiles clase Tarantul-III Ivanovets.
El 14 de febrero de 2024, se utilizaron varios drones MAGURA V5 para atacar y hundir el barco de desembarco Tsézar Kunikov cerca de la ciudad costera de Alupka, en la Crimea ocupada por Rusia.

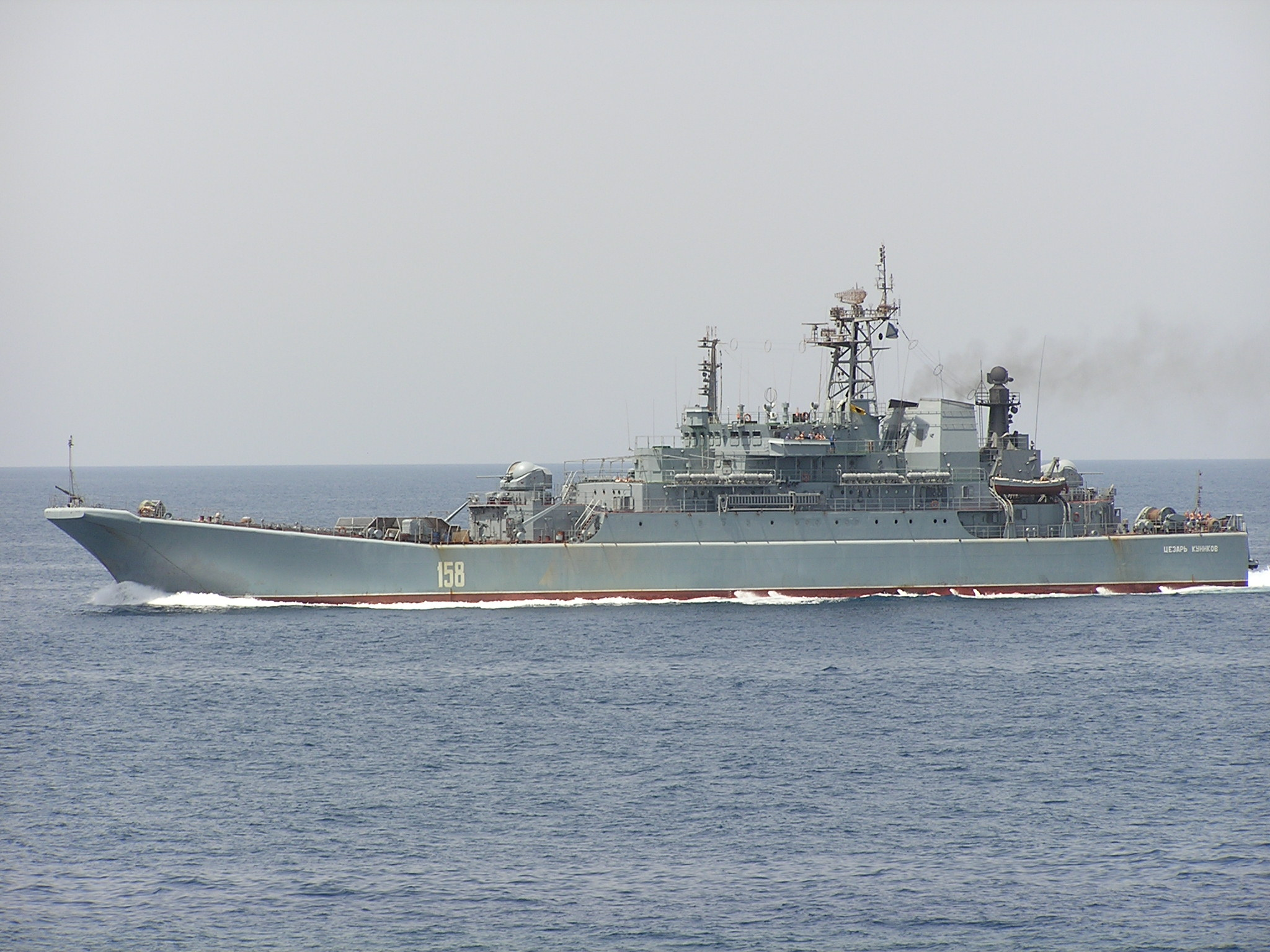
Buque ruso Tsézar Kunikov hundido en febrero de 2024.

El 5 de marzo de 2024, la Inteligencia Militar de Ucrania declaró que drones navales MAGURA V5 atacaron el buque patrullero ruso Serguéi Kótov en Crimea, cerca del estrecho de Kerch.

## Características técnicas
Algunas características técnicas del dron fueron publicadas por el Ministerio de Transformación Digital en noviembre de 2022:
- Longitud: 5,5 m
- Peso bruto: < 1000 kg
- Alcance operativo: hasta 400 kilómetros (216 nmi)
- Rango de operación: hasta 800 kilómetros (432 nmi)
- Autonomía: hasta 60 horas
- Carga útil: hasta 200 kg
- Velocidad de crucero: 41 km/h
- Velocidad máxima: 78 km/h
- Métodos de navegación: GNSS automático, inercial, visual.
- Transmisión de vídeo: hasta tres transmisiones de vídeo HD
- Protección criptográfica: cifrado de 256 bits
- Costo de producción: alrededor de 273.000 USD

Se informa que, además del propio dron, equipado con un sistema de piloto automático, subsistemas de video, incluida visión nocturna, módulos de comunicación redundantes y una unidad de combate, incluye una estación de control autónoma terrestre, un sistema de transporte y almacenamiento y un centro de datos.